# Cattedrale dell'Assunta e di San Nazario
La cattedrale dell'Assunta e di San Nazario (in sloveno Stolnica Marijinega Vnebovzetja) è il principale luogo di culto cattolico di Capodistria, in Slovenia, chiesa madre della diocesi omonima.

## Storia
La chiesa è stata costruita nella seconda metà del XII secolo in stile romanico. Fino al 1392 la chiesa ha subito modifiche ed estensioni, che hanno portato anche ad un cambiamento di stile: la facciata ovest è chiaramente gotica. A seguito di un terremoto che aveva colpito cittadina istriana nel 1460 la facciata dovette essere parzialmente ricostruita nel 1488 con l'aggiunta di elementi rinascimentali.
All'inizio del XVIII secolo Capodistria era sotto influenza veneziana ed ha conosciuto nuovamente una trasformazione architettonica in stile barocco. Sotto la guida di Giorgio Massari, ulteriori elementi di abbellimento sono stati apportati alla struttura, tra cui pregevoli dipinti dei pittori veneziani Pietro Liberi, Andrea Celesti, Antonio Zanchi e Vittore Carpaccio. Il dipinto più significativo è la Sacra Conversazione di Carpaccio, che risale al 1516. 

## Descrizione
Il campanile, alto 54 metri, è una torre romanica con ottagono e cuspide aggiunta nel 1664. Concepita nel XII secolo come struttura difensiva, fu ricostruita tra il 1418 e il 1480. Ospita al suo interno una delle più antiche campane della Slovenia, che risale al 1333.
La facciata è suddivisa in due ordini. Quello inferiore, in stile gotico veneziano, è scandito da tre archi ciechi e fu realizzato nel 1392. L'ordine superiore, dal sapore lombardesco, fu invece completato nel 1488. L'interno è suddiviso in tre navate, ciascuna terminante in un'abside. Nella prima cappella della navata sinistra Nascita di Cristo di Vittore Carpaccio. Nella testata del transetto si trova la pala d'altare Madonna in trono con Bambino e i Santi del 1516 di Vittore Carpaccio, dove San Nazario tiene in mano un modello della città che è la più antica rappresentazione di Capodistria esistente mentre nel transetto sinistro vi è una Madonna in trono con i Santi. Di fronte alla Madonna con Bambino Presentazione di Gesù al tempio e Strage degli Innocenti di Vittore Carpaccio. Il sarcofago di san Nazario, dietro l'altar maggiore, risale al XIV secolo e fu probabilmente creato dallo scultore veneziano Filippo de Sanctis.
Il tesoro della cattedrale, costituito da oreficeria del XV-XVI secolo, è custodito in una cassetta d'avorio del IX secolo.
Sul lato sinistro della cattedrale sorge un edificio romanico della seconda metà del XII secolo a pianta circolare destinato in origine a battistero e oggi dedicato a San Giovanni Battista.